# スティーヴン・ハンター
スティーヴン・ハンター（Stephen Hunter、1946年3月25日 - ）は、アメリカ合衆国の小説家、エッセイスト、映画評論家。映画評論ではピューリッツァー賞批評部門を受賞した。

## 経歴
ミズーリ州カンザスシティに生まれ、イリノイ州エバンストンで育つ。母のヴァージニアは児童書の作家であり、1975年に亡くなった祖父のチャールズはノースウェスタン大学の教授だった。
1968年にノースウェスタン大学でジャーナリズムの学位を取得し卒業後、アメリカ陸軍に召集され、後に陸軍新聞『ペンタゴン・ニュース』に寄稿した。
1971年に『ボルチモア・サン』紙に入社、約10年間日曜版のコピーエディタとして働いた。1982年に同紙の映画評論担当に移った後、1997年に『ワシントン・ポスト』紙に移った。1998年にアメリカニュース編集者協会の批評部門で受賞、2003年にピューリッツァー賞批評部門で受賞している。

## 作品
代表作はベトナム戦争で活躍したアメリカ海兵隊退役軍人の狙撃手ボブ・リー・スワガーを主人公とした通称スワガー・サーガ。シリーズ1作目の『極大射程』（原題：Point of Impact）は2007年に『ザ・シューター/極大射程』として映画化されている。著者によると当初は3部作（"Trilogy"）で完結予定だったが、ボブの父である太平洋戦争で活躍した退役軍人アール・スワガーの若き日を描いた3作を出版した後、再びボブを主人公とし4作出版。そしてボブおよびアフガン戦争で活躍した退役軍人レイ・クルーズをダブルで主人公とした『デッド・ゼロ 一撃必殺』（原題："Dead Zero"）を2010年に出版している。
ストーリーに歴史上の事件や戦争、実在の組織を多数絡めており、アクション小説としてはもちろん、戦争小説やスパイ小説としての側面も強く持つのが特徴である。また、一種のスター・システム的な作風を取っており、シリーズ外のキャラクターの名前が語られたり、重要人物として登場し前日/後日談が描かれるなど、後付け的とはいえハンター作品のほとんどがつながりを持っている。例えば上記のアール、ボブ親子の人生に深く関わるトリックスター的な諜報部員の初出は著者2作目、シリーズ外の『クルドの暗殺者』（原題："The Second Saladin"）である。
これまでにノンフィクションも3作執筆している。バイオレンス映画について『ザ・サン』紙のエッセイをまとめた"Violent Screen" (1995) 、トルーマン大統領暗殺未遂事件について書いた"American Gunfight" (2005) 、『ワシントン・ポスト』紙に発表したものをまとめた"Now Playing at the Valencia" (2005) である。映画に関連しない記事も多数書いており、2001年にはアフガニスタンに関する記事を書いている。

## 人物
作中にも多様な銃器類が登場するが、自身も銃を趣味としておりYouTubeにも動画を載せている。ただ「その楽しみはあまり理解されない」と語り、環境的な差が大きいのだろうと述べている。実際、作中には日常的に狩猟をし生計の足しにするアメリカ合衆国南部の人々、しばしばレッドネックと呼ばれる人種が描かれる。
2011年1月に起きたツーソン銃撃事件（ギフォーズ議員など18人が殺傷された事件）を受け、翌2月にワシントン・ポスト紙およびNPRのインタビューで拡張マガジン（装弾数の多い弾倉）の有用性を擁護した。要点として、パニック下において再装填をするのはプロにも困難な作業であること、女性やお年寄りなど銃に護身用以外の意味を持たない人でも再装填や弾切れの心配なく扱えることを挙げている。

## 作品リスト

### シリーズ作品
ボブ・リー・スワガー シリーズ
| #  | 邦題                  | 原題             | 刊行年 | 刊行年月   | 訳者     | 出版社         |
| -- | --------------------- | ---------------- | ------ | ---------- | -------- | -------------- |
| 1  | 極大射程              | Point of Impact  | 1993年 | 1999年1月  | 佐藤和彦 | 新潮文庫 ※絶版 |
| 1  | 極大射程              | Point of Impact  | 1993年 | 2013年3月  | 染田屋茂 | 扶桑社         |
| 2  | ブラックライト        | Black Light      | 1996年 | 1998年5月  | 公手成幸 | 扶桑社         |
| 3  | 狩りのとき            | Time to Hunt     | 1998年 | 1999年9月  | 公手成幸 | 扶桑社         |
| 4  | 四十七人目の男        | The 47th Samurai | 2007年 | 2008年6月  | 公手成幸 | 扶桑社         |
| 5  | 黄昏の狙撃手          | Night of Thunder | 2008年 | 2009年10月 | 公手成幸 | 扶桑社         |
| 6  | 蘇るスナイパー        | I, Sniper        | 2009年 | 2010年12月 | 公手成幸 | 扶桑社         |
| 7  | デッド・ゼロ 一撃必殺 | Dead Zero        | 2010年 | 2011年12月 | 公手成幸 | 扶桑社         |
| 8  | 第三の銃弾            | The Third Bullet | 2013年 | 2013年12月 | 公手成幸 | 扶桑社         |
| 9  | スナイパーの誇り      | Sniper's Honor   | 2014年 | 2014年12月 | 公手成幸 | 扶桑社         |
| 10 | Gマン 宿命の銃弾      | G-Man            | 2017年 | 2017年3月  | 公手成幸 | 扶桑社         |
| 11 | 狙撃手のゲーム        | Game of Snipers  | 2019年 | 2019年8月  | 公手成幸 | 扶桑社         |
| 12 | 囚われのスナイパー    | Targeted         | 2022年 | 2022年6月  | 公手成幸 | 扶桑社         |
アール・スワガー シリーズ
| # | 邦題           | 原題              | 刊行年 | 刊行年月  | 訳者     | 出版社 |
| - | -------------- | ----------------- | ------ | --------- | -------- | ------ |
| 1 | 悪徳の都       | Hot Springs       | 2000年 | 2001年2月 | 公手成幸 | 扶桑社 |
| 2 | 最も危険な場所 | Pale Horse Coming | 2001年 | 2002年5月 | 公手成幸 | 扶桑社 |
| 3 | ハバナの男たち | Havana            | 2003年 | 2004年7月 | 公手成幸 | 扶桑社 |
| 4 | 銃弾の庭       | The Bullet Garden | 2023年 | 2023年7月 | 染田屋茂 | 扶桑社 |
レイ・クルーズ シリーズ
| # | 邦題                  | 原題        | 刊行年 | 刊行年月   | 訳者     | 出版社 |
| - | --------------------- | ----------- | ------ | ---------- | -------- | ------ |
| 1 | デッド・ゼロ 一撃必殺 | Dead Zero   | 2010年 | 2011年12月 | 公手成幸 | 扶桑社 |
| 2 | ソフト・ターゲット    | Soft Target | 2011年 | 2012年12月 | 公手成幸 | 扶桑社 |

### その他
| # | 邦題                         | 原題                                    | 刊行年 | 刊行年月   | 訳者     | 出版社       |
| - | ---------------------------- | --------------------------------------- | ------ | ---------- | -------- | ------------ |
| 1 | 魔弾 ※絶版                   | The Master Sniper                       | 1980年 | 2000年10月 | 玉木亨   | 新潮文庫     |
| 1 | マスター・スナイパー         | The Master Sniper                       | 1980年 | 2018年6月  | 玉木亨   | 扶桑社       |
| 2 | クルドの暗殺者               | The Second Saladin                      | 1982年 | 1991年4月  | 染田屋茂 | 新潮文庫     |
| 3 | ターゲット（映画ノベライズ） | Target                                  | 1985年 |            |          |              |
| 4 | さらば、カタロニア戦線       | The Spanish Gambit (Tapestry of Spies ) | 1985年 | 1986年12月 | 冬川亘   | ハヤカワ文庫 |
| 4 | さらば、カタロニア戦線       | The Spanish Gambit (Tapestry of Spies ) | 1985年 | 2000年10月 | 冬川亘   | 扶桑社       |
| 5 | 真夜中のデッド・リミット     | The Day Before Midnight                 | 1989年 | 1989年4月  | 染田屋茂 | 新潮文庫     |
| 5 | 真夜中のデッド・リミット     | The Day Before Midnight                 | 1989年 | 2020年9月  | 染田屋茂 | 扶桑社       |
| 6 | ダーティホワイトボーイズ     | Dirty White Boys                        | 1994年 | 1997年2月  | 公手成幸 | 扶桑社       |
| 7 | 我が名は切り裂きジャック     | I, Ripper                               | 2015年 | 2016年4月  | 公手成幸 | 扶桑社       |
| 8 | ベイジルの戦争               | Basil's War                             | 2021年 | 2021年8月  | 公手成幸 | 扶桑社       |

### ノンフィクション
- Violent Screen: A Critic's 13 Years on the Front Lines of Movie Mayhem (1995)
- Now Playing at the Valencia: Pulitzer Prize-Winning Essays on Movies (2005)
- American Gunfight: The Plot to Kill Harry Truman and the Shoot-out that Stopped It (2005)